# Charles Eden
Charles Eden (* 1673 im County Durham, England; † 26. März 1722 im späteren Bertie County, Province of North Carolina) war ein britischer Kolonialgouverneur der Province of North Carolina.

## Lebenslauf
Charles Eden entstammte einer Familie aus West Auckland im englischen County Durham. Aus dieser Familie stammte auch Robert Eden (1741–1784), der britischer Gouverneur der Province of Maryland werden sollte. Über seine Jugend und Ausbildung ist nicht viel überliefert. Im Jahr 1713 wurde er von Königin Anne zum neuen Gouverneur der Province of North Carolina ernannt. Dort löste er am 28. Mai 1714 Thomas Pollock ab. Gleichzeitig bekam er dort Land geschenkt, das er später wieder verkaufte. Zu Beginn seiner Amtszeit als Gouverneur von North Carolina war der Tuscarora-Krieg noch in vollem Gange. Die Kämpfe endeten erst im Februar 1715. Anschließend war seine Kolonie auch in den Yamasee-Krieg verwickelt. In dem seit Jahren andauernden Religionskonflikt in der Kolonie zwischen den Mitgliedern der Church of England und den Quäkern schlug sich der Anglikaner Eden auf die Seite der Church of England. Allerdings wurden den Quäkern bestimmte, ihnen bis dahin vorenthaltene, Rechte zugestanden. Eden versuchte auch die innere Stabilität der Kolonie zu fördern. Dazu wurden während seiner Amtszeit insgesamt 61 Gesetze verabschiedet. Damals gab es auch einen Grenzkonflikt mit der benachbarten Kolonie Virginia, den Eden durch Verhandlungen beizulegen versuchte. Diese Bemühungen blieben aber während seiner Amtszeit erfolglos.
Eden wurde aber vor allem durch seine bis heute unter Historikern umstrittene Rolle im Kampf gegen die Piraten bekannt. Damals wurden führende Piraten wie Stede Bonnet und der berüchtigte Blackbeard gefangen genommen. Allerdings gab es den Verdacht, dass Eden mit den Piraten, vor allem mit Blackbeard, zusammengearbeitet und Beutegut von diesem angenommen hat. Dass Blackbeard von Eden begnadigt und aus der Haft entlassen wurde, wurde als eine Art Gegenleistung Edens angesehen. Schon nach einigen Wochen kehrte Blackbeard dann wieder zur Piraterie zurück. Die Piraterie blieb auch in den folgenden Jahren ein Problem. Da keine eindeutigen Beweise gegen den Gouverneur hinsichtlich einer illegalen Beziehung zu den Piraten erbracht werden konnten, blieben Beschwerden gegen ihn erfolglos. Der Verdacht der Zusammenarbeit mit den Piraten gegen ihn besteht bei einigen Historikern bis heute. Eden blieb bis zu seinem Tod Gouverneur der Province of North Carolina. Anschließend wurde sein Vorgänger Thomas Pollock auch sein Nachfolger in diesem Amt.